# 즙 (성씨)
즙(汁, 辻)씨는 한국의 성씨이다.

## 시조
즙(汁)씨는 함경북도 성진시를 본관으로 하는 성진 즙씨(城津 辻氏) 단본이다.
시조 즙간부는 일제강점기에 철도 공무원으로 조선에 파견 온 일본인 쓰지 씨와 한국인 여성 사이에서 태어났다. 10대 때인 1954년 어머니를 따라 대한민국으로 귀화하면서 성진 즙씨의 시조가 되었고, 어머니의 고향인 함경북도 성진을 본관으로 즙(辻)씨를 호적에 등록하였다. 즙(辻)은 본래 일본 한자로 한국어 발음은 십(辻)이지만 호적에 올릴 당시 辻의 한국어 음이 없어 즙(汁)의 음을 빌렸다고 한다.

## 인구
2000년 대한민국 통계청의 인구조사에 의하면 즙(汁)씨는 4명, 십(辻)씨는 82명으로 조사되었다. 즙(汁)씨와 십(辻)씨의 본관은 성진 단본이다. 현재 즙간부와 그의 딸 2명과 아들 1명도 즙씨라고 한다.

## 화제
스타 골든벨 1학년 1반에서 즙씨 성이 나타나 화제가 되었다.